# Ulmus pseudopropinqua
Ulmus pseudopropinqua — вид квіткових рослин з родини в'язових (Ulmaceae). Поширення: Китай (провінція Хейлунцзян).

## Біоморфологічна характеристика
Це дерево заввишки до 10 метрів, листопадне. Гілочки жовтувато-сірі, без крилатого шару, в молодості без коркового шару, густо або рідко вкриті чорними сочевичками. Ніжка листка 5–7 мм, запушена. Листкова пластинка від яйцеподібної до ± оберненояйцеподібної, 2–5.5 × 1–2.5 см, знизу запушена, зверху густо волосиста або з рубцями трихом, основа коса, край подвійно пилчастий, верхівка загострена; вторинні жилки 12–17 з кожного боку від середньої жилки. Суцвіття зібрані в пучки на гілочках другого року. Оцвітина дзвоноподібна, гола, 4-лопатева. Крилатки еліптично-довгасті, оберненояйцеподібно-довгасті або оберненояйцеподібно-округлі, 2–2.5 × 1.5–2 см, голі, за винятком запушення на рильцеподібній поверхні у виїмці; ніжка близько 2 мм, запушена; крила ± товсті; оцвітина стійка. Насіння в центрі крилатки. Період цвітіння та плодіння: квітень — червень.

## Середовище
Немає інформації.